# Соколи (Мазовецьке воєводство)
Соколи (пол. Sokoły) — село в Польщі, у гміні Пйонки Радомського повіту Мазовецького воєводства.